# Cherry Smith
Cherry Smith (también llamada Cherry Green, cuyo nombre real era Ermine Ortense Bramwell; n. Kingston, 22 de agosto de 1943 - m. Miami, 24 de septiembre de 2008) fue una vocalista de la banda The Wailers entre 1963 y 1966.
De acuerdo a la página web de Bob Marley Bunny Wailer y Beverley Kelso eran los únicos miembros originales de The Wailers hasta la muerte de Smith.
Smith tiene registros vocales en los siguientes trabajos:
- Simmer Down
- Maga Dog
- I Need Your Love
- There She Goes
- Lonesome Feeling
- What’s New Pussycat (cover)
- Let The Lord Be Seen In You